# Сокото (река)
Сокото — река, протекающая на северо-западе Нигерии. Исток реки расположен в о́круге Фунтуа, штат Кацина.
Река протекает по территории четырёх штатов: Кацины, Замфары, Сокото и Кебби. По берегам реки местные жители выращивают хлопок, табак, арахис, сахарный тростник, рис и другие сельскохозяйственные культуры. Развита система ирригации.
Река с давних пор играет большую роль (в первую очередь, ввиду засушливого климата саванны) в жизни местных народов: хауса и др.
На реке, в штате Сокото, есть плотина, созданная в конце 1970-х годов в рамках проекта по созданию местной ирригационной системы.